# Papirus Oxyrhynchus 27
Papirus Oxyrhynchus 27 oznaczany jako P.Oxy.I 27 – rękopis zawierający fragment mowy „Antidotis” (83, 87) Izokratesa napisany w języku greckim. Papirus ten został odkryty przez Bernarda Grenfella i Arthura Hunta w 1897 roku w Oksyrynchos. Fragment jest datowany na I lub II wiek n.e. Przechowywany jest w Haskell Oriental Institute Uniwersytetu w Chicago (2059). Tekst został opublikowany przez Grenfella i Hunta w 1898 roku.
Manuskrypt został napisany na papirusie w formie zwoju. Rozmiary zachowanego fragmentu wynoszą 5,2 na 12,7 cm. Tekst jest napisany małą, prostą uncjałą. Grenfell i Hunt kolacjonowali tekst rękopisu na podstawie edycji Benseler-Blass (1885). 